# Ștefania
Ștefania este un prenume feminin românesc care se poate referi la:
- Ștefania Grimalschi
- Ștefania Mărăcineanu
- Ștefania Mincu
- Ștefania Rareș
- Ștefania Stănilă
- Ștefania Stere